# 伊勢崎市立南小学校
伊勢崎市立南小学校（いせさきしりつ みなみしょうがっこう）は、群馬県伊勢崎市上泉町にある公立小学校。

## 歴史
- 1930年（昭和5年）4月28日 - 佐波郡伊勢崎南尋常小学校として佐波郡茂呂村大字今泉に開校。開校記念式典挙行。
- 1940年（昭和15年）9月13日 - 市制施行により伊勢崎市南尋常高等小学校と校名改称。
- 1941年（昭和16年）4月1日 - 学制改革（国民学校令）により、伊勢崎市南国民学校と校名改称。
- 1947年（昭和22年）4月1日 - 学制改革（新学制）により、伊勢崎市立南小学校と校名改称。
- 1948年（昭和23年）2月19日 - 南小学校PTA発足。
- 1951年（昭和26年）2月21日 - 創立20周年記念式挙行。
- 1960年（昭和35年） - 開校30周年記念事業として、グランドピアノが寄贈される。
- 1969年（昭和44年）8月13日 - 南小プール完成。
- 1970年（昭和45年）11月26日 - 創立40周年記念式挙行し、スプリンクラー寄贈される。
- 1979年（昭和54年）4月1日 - 伊勢崎市立広瀬小学校を分離。広瀬小学校本校敷地内に併設され、広瀬小学校プレハブ4教室増設。
- 1980年（昭和55年）
  - 6月15日 - 創立50周年記念式挙行し、記念碑と校歌碑の除幕式挙行。
  - 7月17日 - 創立50周年記念カプセル埋蔵式挙行。
- 1982年（昭和57年）10月14日 - 新校舎落成式挙行。
- 1984年（昭和59年）2月10日 - 体育館完成。
- 1994年（平成6年）5月18日 - 創立60周年記念事業アスレチック完成式典挙行。
- 1995年（平成7年）5月30日 - 新プール完成披露（大小プール）。
- 1997年（平成9年）
  - 1月 - 空調設備設置（校長室、職員室、事務室、保健室）。
  - 2月 - 各教室のテレビを衛星放送が受信できる受像機に交換。
  - 9月 - 体育館屋根全面改修。
- 1998年（平成10年）11月 - この月から、門並びに西北門の門扉修理。
- 1999年（平成11年）12月 - わんぱく山改修工事。
- 2000年（平成12年）5月 - 創立70周年記念『南小かるた』完成。
- 2005年（平成17年）8月 - 第1回南小PTAキャンプ実施。
- 2006年（平成18年）9月 - 校内ネットワークの整備。
- 2007年（平成19年） - プール漏水補修工事。
- 2008年（平成20年） - 小プール再塗装工事。
- 2010年（平成22年）
  - 11月18日 - 学校創立80周年記念式典挙行。
  - 11月19日 - 50周年タイムカプセル開封式挙行。
- 2011年（平成23年）9月 - 光通信導入し、全教室のPCを更新。
- 2012年（平成24年）
  - 詳細時期不明 - 南側ブロック塀改修及び遊歩道の設置（平成23年からの2か年事業)。
  - 8月 - 全教室にエアコン設備設置。
- 2013年（平成25年）
  - 2月 - 全教室にインターホン設置。
  - 詳細時期不明 - 普通教室の前面・背面黒板入替（平成24年からの2か年事業）。
- 2014年（平成26年）6月 - この月から翌年1月まで、伊勢崎市トイレピカピカプロジェクトにより、児童トイレ等の全面改修実施。
- 2015年（平成27年）
  - 4月 - 特別支援学級増設。
  - 10月 - この月から翌月にかけて、緊急地震速報放送設備設置。
- 2016年（平成28年）
  - 4月 - 放課後こども教室開始（第3学年）。
  - 11月 - 北校舎屋上防水工事。
- 2017年（平成29年）1月 - 校庭遊具の交換（雲梯、谷川渡り）。災害時用駐車場マンホールトイレ設置。
- 2020年（令和2年）10月2日 - 創立90周年式典挙行。ただし、コロナ禍により、記念式典は規模を縮小した。

### この節の出典
- 学校沿革（学校ホームページ内）

## 通学区域
- 本町、中央町、緑町、三光町、若葉町の一部、上泉町、八坂町、今泉町二丁目、連取町の一部[1]

## 進学先中学校
- 伊勢崎市立第一中学校

## 周辺
伊勢崎市中心部に位置する
- 上泉町会議所
- 伊勢崎上泉郵便局
- 群馬県立伊勢崎興陽高等学校
- 群馬県立伊勢崎清明高等学校
- 伊勢崎市役所
- 伊勢崎市ふくしプラザ

## 交通アクセス
- 伊勢崎市コミュニティバス「5 南部シャトルバス」で、「八坂町」停留所より、
  - 新伊勢崎駅経由伊勢崎駅南口行のりばから、徒歩約380m・約6分。
  - 長沼会館行のりばから、徒歩約380m・約6分。
- 東武鉄道伊勢崎線新伊勢崎駅より、
  - 徒歩約1.1km・約17分。
  - 上述の伊勢崎市コミュニティバスに乗車し2分、「八坂町」停留所下車後、徒歩。
- 東日本旅客鉄道（JR東日本）両毛線・東武鉄道伊勢崎線伊勢崎駅（南口）より、
  - 徒歩約1.5km・約23分。
  - 上述の伊勢崎市コミュニティバスに乗車し9分、「八坂町」停留所下車後、徒歩。